# Гулдс (Флорида)
Гулдс (англ. Goulds) — переписна місцевість (CDP) в США, в окрузі Маямі-Дейд штату Флорида. Населення — 11 446 осіб (2020).

## Географія
Гулдс розташований за координатами 25°33′41″ пн. ш. 80°23′17″ зх. д. / 25.56139° пн. ш. 80.38806° зх. д. (25.561334, -80.388031).  За даними Бюро перепису населення США в 2010 році переписна місцевість мала площу 7,61 км², з яких 7,53 км² — суходіл та 0,08 км² — водойми.

## Демографія
Згідно з переписом 2010 року, у переписній місцевості мешкали 10 103 особи в 2987 домогосподарствах у складі 2391 родини. Густота населення становила 1328 осіб/км².  Було 3302 помешкання (434/км²).
Расовий склад населення:
| - 55,2 % — чорних або афроамериканців - 39,1 % — білих - 0,6 % — азіатів - 0,2 % — корінних американців - 2,5 % — осіб інших рас |

До двох чи більше рас належало 2,3 %. Частка іспаномовних становила 41,0 % від усіх жителів.
За віковим діапазоном населення розподілялося таким чином: 32,1 % — особи молодші 18 років, 58,8 % — особи у віці 18—64 років, 9,1 % — особи у віці 65 років та старші. Медіана віку мешканця становила 30,0 року. На 100 осіб жіночої статі у переписній місцевості припадало 88,1 чоловіків;  на 100 жінок у віці від 18 років та старших — 82,8 чоловіків також старших 18 років.
Середній дохід на одне домашнє господарство  становив 38 930 доларів США (медіана — 29 333), а середній дохід на одну сім'ю — 39 314 долари (медіана — 26 098). Медіана доходів становила 26 499 доларів для чоловіків та 24 534 долари для жінок. За межею бідності перебувало 40,7 % осіб, у тому числі 56,8 % дітей у віці до 18 років та 23,2 % осіб у віці 65 років та старших.
Цивільне працевлаштоване населення становило 3646 осіб. Основні галузі зайнятості: освіта, охорона здоров'я та соціальна допомога — 16,7 %, роздрібна торгівля — 16,1 %, науковці, спеціалісти, менеджери — 11,4 %, будівництво — 10,4 %.